# Курлович, Богуслав Станиславович
Богуслав Станиславович Курлович (род. 18 января 1948 года на территории западной части Белорусской ССР) — российский и финский учёный, эксперт в области генетических ресурсов зерновых и бобовых растений, ботаники и селекции растений и рыб, последователь разработок академика Н. И. Вавилова.

## Биография
В 1973—1997 годах работал в институте растениеводства имени Н. И. Вавилова. В 1997—2012 годах профессор-исследователь компании «International North Express» (Финляндия).
Им предложена перспективная технология приготовления зерносенажа из смеси бобовых и злаковых растений. Курлович внес весомый вклад в классификацию многих видов люпина. Он является автором многих ботанических таксонов рода Lupinus, автором  сортов люпина (Первенец, Трувор, Новозыбковский), созданных на основе разработанных им методов селекции.
Род Люпин (Lupinus) подразделён им на два подрода: Subgen. Lupinus (виды Средиземноморья и Африки) и Subgen. Platycarpos (многочисленные виды люпина с Американского континента). Разработаны внутривидовые классификации трёх возделываемых в России видов люпина: белого люпина, жёлтого и узколистного на уровне разновидностей и форм. Эти разработки широко используются в селекции растений и семеноводстве.
Профессор Курлович участвовал в многочисленных научных экспедициях по сбору, изучению и сохранению генетических ресурсов растений как на территории бывшего СССР, так и в многих других странах: в Австралии, Бразилии, Эквадоре и Галапагосских островах, Израиле, ЮАР, Португалии и острове Мадейра, Исландии, Польше, Италии и Испании. В результате им собраны и сохранены ценнейшие образцы растений, использование которых в селекции позволило создать высокопродуктивные сорта бобовых культур.
Он развил научные доктрины академика Николая Вавилова применительно к люпинам. В соответствии с его научными разработками, центром биоразнообразия белого люпина (Lupinus albus L.) является Балканский полуостров, где сосредоточено его наибольшее биоразнообразие. Центром происхождения узколистного люпина (Lupinus angustifolius L.) является Иберийский полуостров, где растут его дикие сородичи. Он дополнил закон гомологических рядов Н. И. Вавилова применительно к бобовым растениям, и к люпину в частности. В нём сказано: «Виды и роды, генетически близкие, характеризуются рядами наследственной изменчивости с такой правильностью, что зная ряд форм для одного вида, можно предвидеть нахождение параллельных форм и других видов и родов…». Во внутривидовой наследственной изменчивости виды люпина подчиняются закону гомологических рядов. Это обособленные, подвижные морфологические системы, связанные в своём генезисе с определенной средой и ареалом.
Курлович является автором около двухсот научных публикаций.

## Изобретения
- Чекалин Н. М., Курлович Б. С. А. С. N 1499737. Способ отбора форм люпина многолетнего на безалкалоидность //(СССР) Изобретения. 1989.
- Курлович Б. С., Чекалин Н. М. А. С. N 1767714. Способ селекции форм люпина многолетнего на безалкалоидность //(СССР) Изобретения, 1992.